# 白羊座16
白羊座16（16 Ari, 16 Arietis），是一颗位于白羊座的K-型主序星，距离地球约800光年，视星等为6.01。